# توم ديمبسي
توم ديمبسي (بالإنجليزية: Tom Dempsey) هو لاعب كرة قدم أمريكية أمريكي، ولد في 12 يناير 1947 في ميلواكي في الولايات المتحدة.

## وصلات خارجية
- توم ديمبسي على موقع مرجع كرة القدم المحترفة.كوم (الإنجليزية)
- توم ديمبسي على موقع الموسوعة البريطانية (الإنجليزية)
- توم ديمبسي على موقع إن إن دي بي (الإنجليزية)